# Endlicheria griseosericea
Endlicheria griseosericea är en lagerväxtart som beskrevs av Chanderb.. Endlicheria griseosericea ingår i släktet Endlicheria och familjen lagerväxter. Inga underarter finns listade i Catalogue of Life.